# Le Mans stripes

Les Le Mans stripes (en français : bandes Le Mans), sont un motif de peinture appliqués aux voitures de course. Également appelées Cunningham racing stripes, son origine provient des nombreuses victoires obtenues dans les années 1950 par l'écurie de Briggs Cunningham, ses voitures arborant des rayures longitudinales bleues sur fond blanc. Ces couleurs sont considérées comme les couleurs nationales des États-Unis et seront reprises par Shelby.

## Galerie

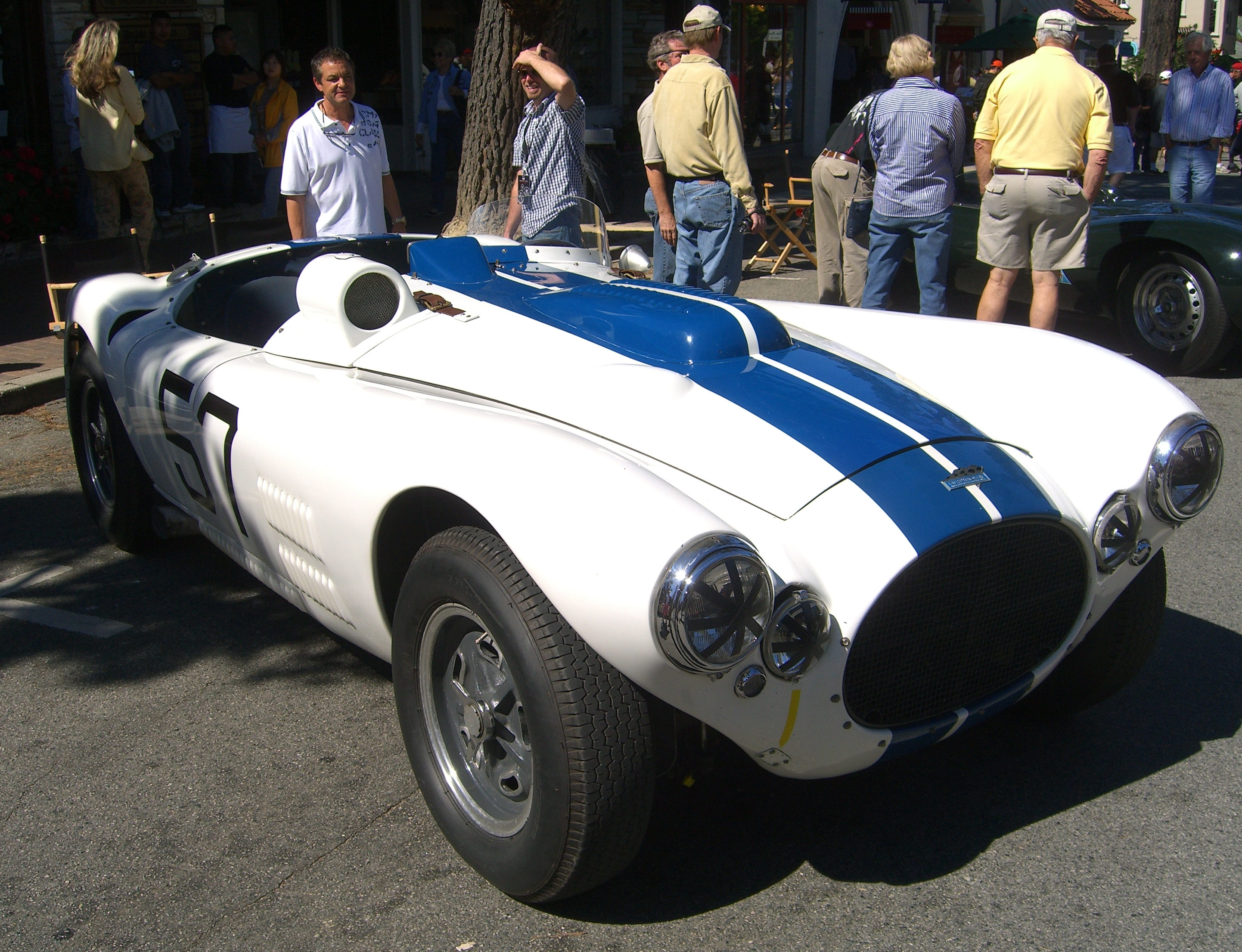
Cunningham C4R, 1953
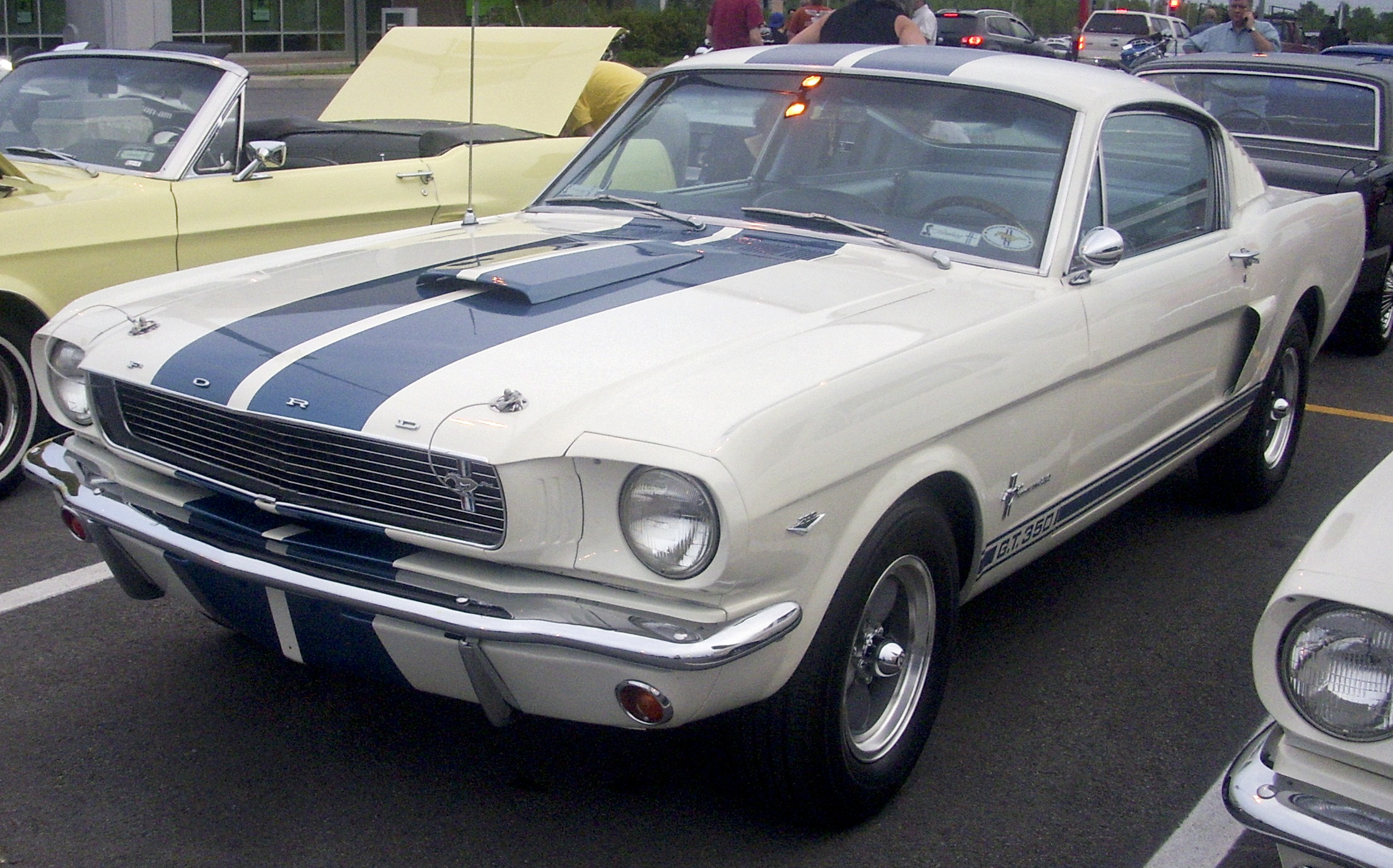
Ford Mustang fastback style SFM GT350 65/66
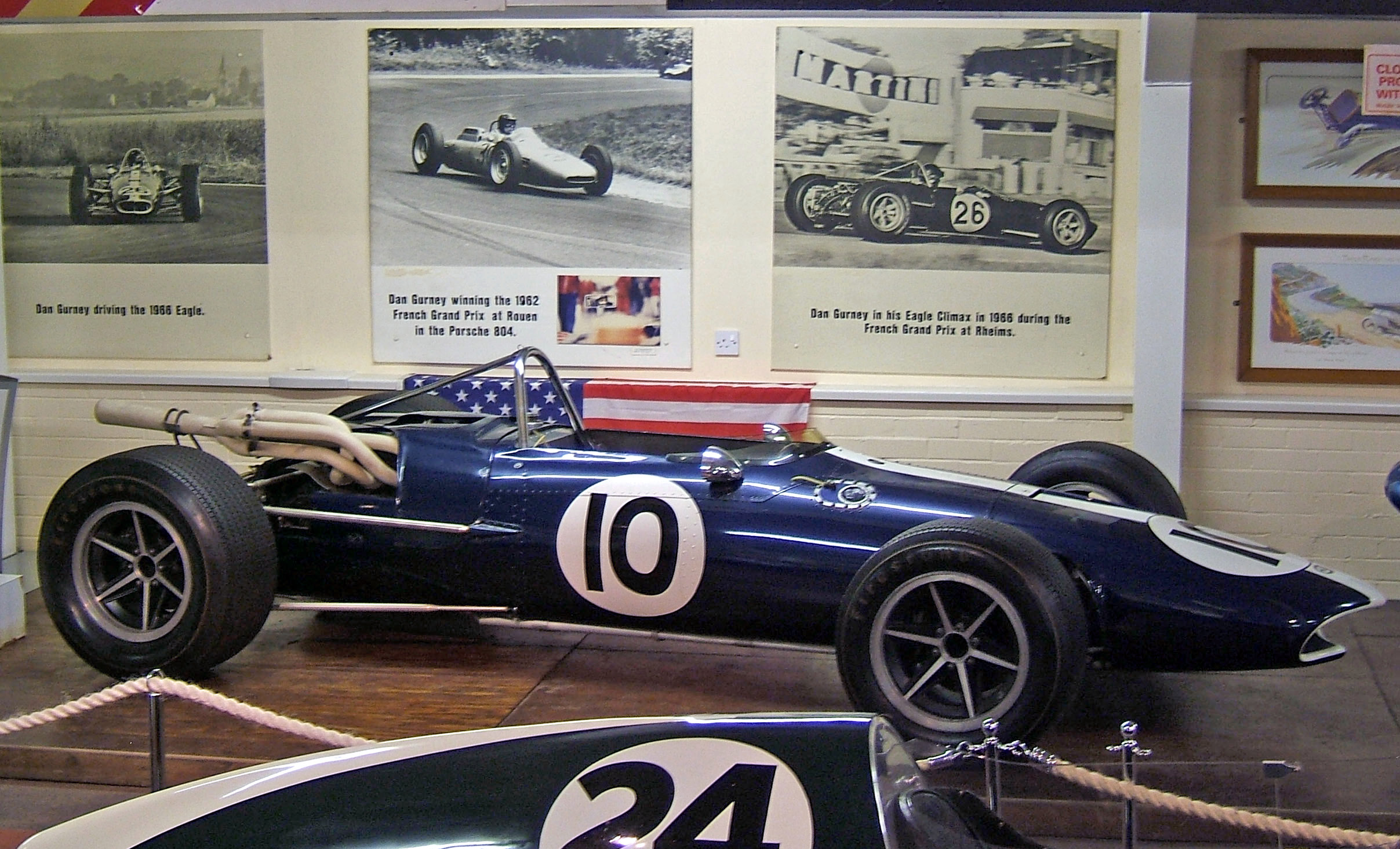
Eagle T1G, 1967
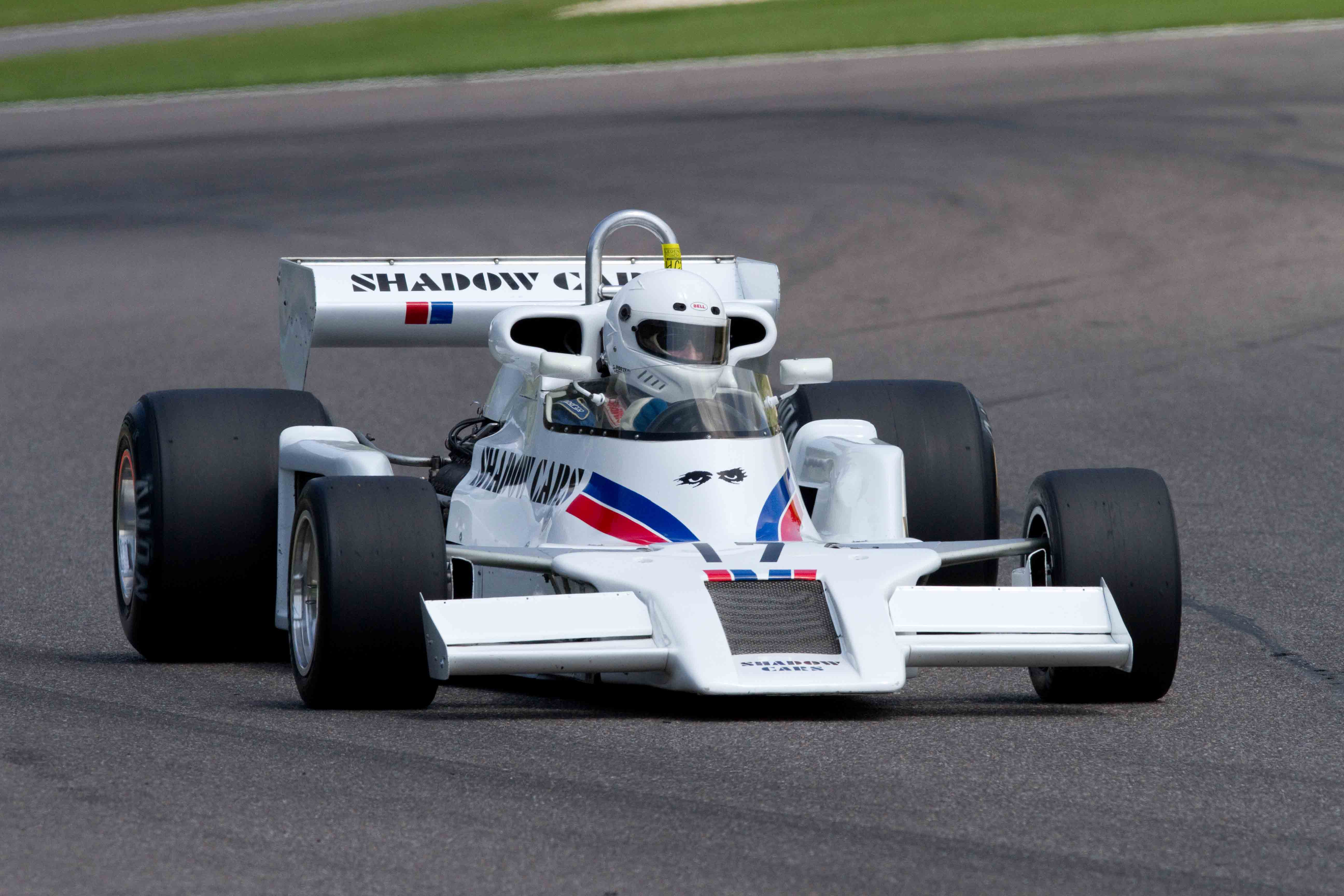
Shadow DN8, 1977
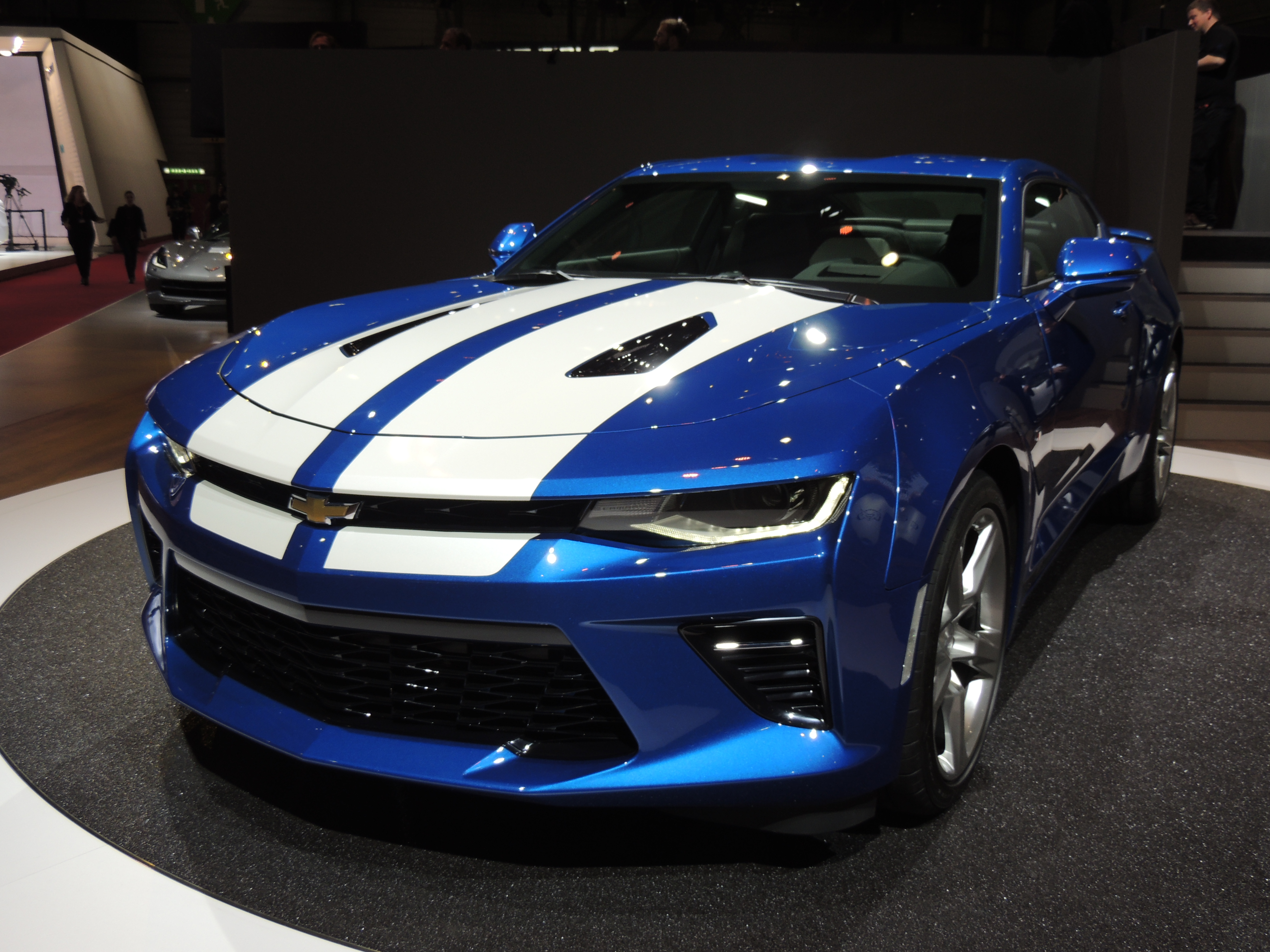
Chevrolet Camaro, 2016
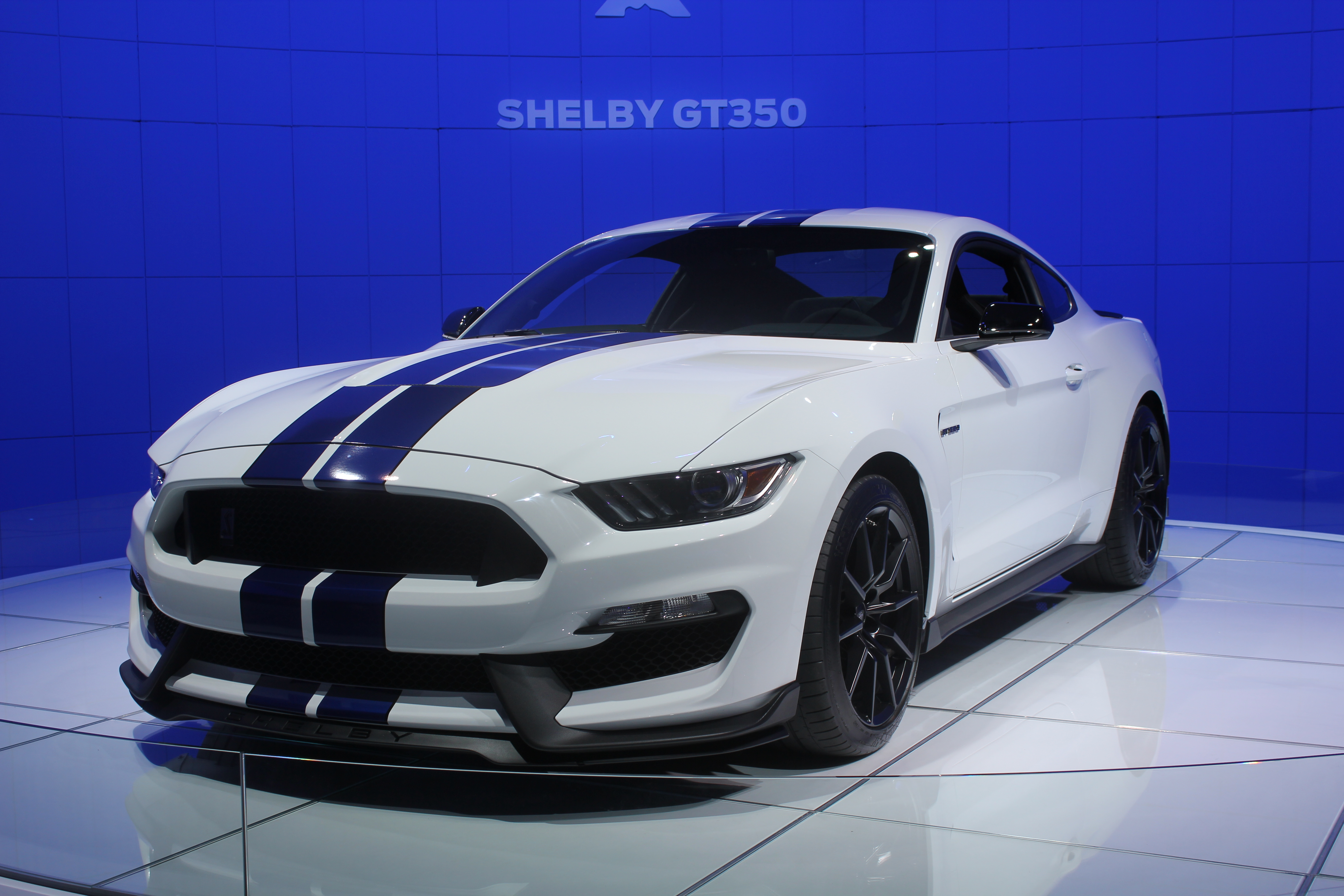
Ford Shelby GT 350, 2016